# مقاطعة جورج تاون (كارولاينا الجنوبية)
مقاطعة جورج تاون هي مقاطعة في كارولاينا الجنوبية، بلغ عدد سكانها 60٬158  نسمة، في 2010، عاصمتها جورجتاون، تبلغ مساحتها 2٬681 كيلومتر مربع.

## الموقع
تشترك في الحدود مع:
- مقاطعة هوري.

## التقسيمات الإدارية
- جورجتاون.

## أعلام
- فرانك باركر
- توماس لينش الابن